# Arthur Långfors
Arthur Långfors (né le 12 janvier 1881 à Rauma (Finlande) et mort le 10 octobre 1959 à Helsinki) est un romaniste, recteur d'université et diplomate finlandais.

## Biographie
Långfors fréquente l'école de Turku puis fait des études à Helsinki auprès de Werner Söderhjelm, à Paris auprès de Gaston Paris, Paul Meyer et Joseph Bédier, ainsi qu'à Florence auprès de Pio Rajna. En 1907, il obtient son doctorat avec une édition de Li Regres Nostre Dame de Huon de Cambrai à l'Université d'Helsinki, où il enseignera à partir de 1908. À partir de 1918, il effectue une mission diplomatique à Madrid puis, de 1920 à 1925, à Paris, où il fréquente Alfred Jeanroy. De 1925 à 1929, il est professeur extraordinaire de philologie romane à l'Université d'Helsinki puis, en 1929, il succède à Axel Wallensköld en tant que titulaire de la chaire de philologie romane, qu'il occupera jusqu'en 1951. Parallèlement, il assume d'importantes responsabilités administratives, d'abord comme doyen de 1932 à 1935, comme vice-recteur de 1943 à 1945 et enfin comme recteur de 1945 à 1950.

## Distinctions
Långfors était membre de l'Académie finlandaise des sciences (1920), de l'Académie des inscriptions et belles-lettres à Paris (1947) et (succédant ainsi au suédois Emanuel Walberg) de l'Académie royale de langue et de littérature françaises de Belgique (1952), de même que de l'Accademia di Udine et de la Medieval Academy of America. À partir de 1954, il est membre correspondant de l'Institut d'Estudis Catalans. Il a également obtenu des doctorats honoris causa des universités de Paris, Oslo et Glasgow.

## Ouvrages
- (éd. avec Werner Söderhjelm) La vie de saint Quentin, par Huon le Roi, de Cambrai, Helsinki, 1909
- (éd.) Le vair palefroi par Huon le Roi, Paris, 1912
- (éd.) Huon le Roi, de Cambrai: Œuvres, Paris, 1913
- (éd.) Le troubadour Guilhem de Cabestanh, Paris, 1914, 1924
- (éd.) Le roman de Fauvel par Gervais du Bus, Paris, 1914-1919
- Les incipit des poèmes français antérieurs au XVIe siècle, Paris, 1917
- (éd. avec Alfred Jeanroy) Chansons satiriques et bachiques du XIIIe siècle, Paris, 1921
- (éd.) Recueil général des jeux-partis français, Paris, 1926
- (éd. avec Edward Järnström) Recueil de chansons pieuses du XIIIe siècle, Helsinki, 1927
- (éd.) Miracles de Gautier de Coinci, extraits du manuscrit de l'Ermitage, Helsinki, 1937
- (éd.) Deux recueils de sottes chansons, Helsinki, 1945